# Biblia Hebraica Stuttgartensia

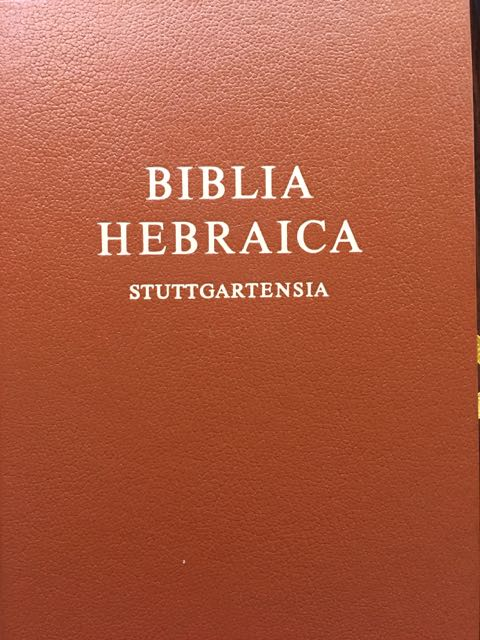
Okładka jednego z wydań BHS

Biblia Hebraica Stuttgartensia (BHS) – tekst Biblii hebrajskiej wydany w Stuttgarcie przez Deutsche Bibelgesellschaft, pod redakcją K. Elliger i W. Rudolph. BHS jest czwartą edycją Biblia Hebraica (BH), a zarazem gruntownie przepracowanym nowym wydaniem Biblia Hebraica Kittel (BHK), opracowaną przez Rudolfa Kittela. BHS jest najbardziej rozpowszechnionym współcześnie wydaniem tekstu masoreckiego ST, według wersji zachowanej w Kodeksie Leningradzkim (dlatego jest to tzw. tekst dyplomatyczny, w odróżnieniu od eklektycznego, w którym próbuje się rekonstruować hipotetyczny tekst oryginalny).
BHS nie jest wciąż wydaniem krytycznym w ścisłym tego słowa znaczeniu (jak np. w przypadku NT wydanie Novum Testamentum Graece) z powodu niemożliwości szczegółowego prześledzenia wszystkich etapów powstawania ostatecznie przyjętego tekstu. Mimo to BHS pozostaje od wielu lat jedynym wydaniem tekstu masoreckiego z tak dokładnym aparatem krytycznym, i dlatego poszczególne jej wydania (tekst oraz aparat krytyczny) są podstawą tłumaczeń Starego Testamentu na różne języki współczesne.

## Historia wydań
W okresie od 1967 do 1977 roku BHS ukazywała się w zeszytach, natomiast jej pierwsze całościowe wydanie ukazało się w 1977 roku. Od tamtego czasu ukazało się pięć edycji BHS, ostatnia w 1997 roku pod redakcją Adriana Schenkera (różnice polegają jedynie na korekcie sygnalizowanych błędów).
Jej kompozycja i opracowanie różni się od pierwowzoru BHK:
- nowa szata graficzna
- tekst jest dokładniejszą reprodukcją oryginalnego kodeksu
- spełnione zostało wreszcie życzenie Kittela, by przedstawić całą Masorę
- gruntownie przepracowano i rozszerzono aparat krytyczny

Hebrajski tekst BHS bazuje na Kodeksie Leningradzkim B19A (obecnie jest to najstarszy manuskrypt zawierający pełną wersję Biblii hebrajskiej; datowany na lata 1008–1009 n.e.). Do powyższego wydania zostały wprowadzone pewne zabiegi wydawnicze, które jednak nie zniekształcają bazowego tekstu zawartego w Kodeksie Leningradzkim. Na przykład Księgi Kronik, które w tekście oryginalnym występują po Księdze Psalmów, zostały przesunięte na ostatnie miejsce w układzie ksiąg. W celu wyróżnienia każdego paragrafu na jego początku i na końcu zostały umieszczone hebrajskie litery, odpowiednio פ i ס.

## Układ strony

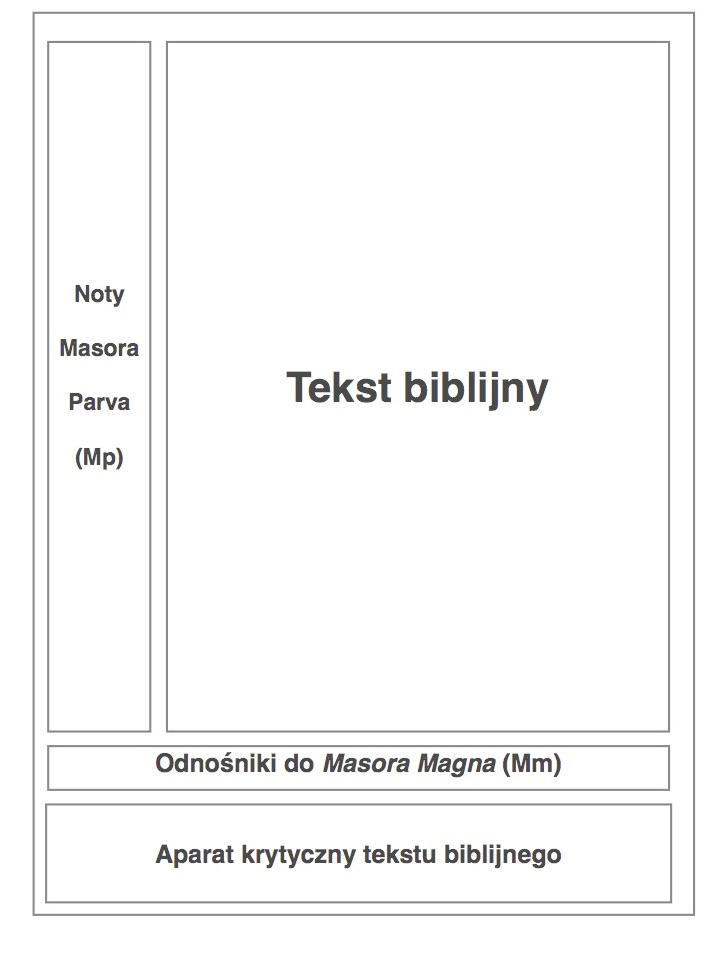
Układ pojedynczej strony BHS

Każda strona tekstu hebrajskiego w BHS zawiera 3 rodzaje odnośników:
1. Masora Parva (Mp) – noty do tekstu, umieszczone na marginesie strony, dotyczą one częstotliwości występowania słowa i jego formy. Bazują one na oryginalnej Masorze z Kodeksu, która została jednak opracowana przez G.E. Weil w sposób bardziej zwięzły i przystępniejszy
2. Masora Magna (Mm) – odnośniki bezpośrednio pod tekstem hebrajskim, w formie indeksu odsyłającego do oddzielnego tomu (Massorah Gedolah iuxta codicem Leningradensem B19a, Vol. I, Rzym 1971).
3. Critical Apparatus – znajduje się na dole każdej strony. Te przypisy zawierają różne warianty hebrajskiego tekstu zachowane w innych manuskryptach czy rękopisach (np. Qumran) albo różne propozycje innej lektury na podstawie tłumaczeń starożytnych takich jak: Septuaginta, Pięcioksiąg samarytański, Wulgata, Peszitta czy inne.

Następcą BHS ma być Biblia Hebraica Quinta (BHQ), będąca w trakcie przygotowania i wydawania.